# Mads Emil Madsen
Mads Emil Møller Madsen (* 14. Januar 1998 in Skanderborg) ist ein dänischer Fußballspieler.

## Karriere

### Verein
Madsen begann seine Karriere beim Silkeborg IF. Im August 2016 stand er gegen die Viborg FF erstmals im Profikader. Im Oktober 2016 gab er sein Debüt für die Profis, als er im Cup gegen den Skive IK in der Startelf stand. Im Dezember 2016 debütierte er schließlich auch in der Superliga, als er am 21. Spieltag der Saison 2016/17 gegen den Lyngby BK in der 87. Minute für Sammy Skytte eingewechselt wurde. Bis Saisonende kam er zu zwei Ligaeinsätzen für Silkeborg.
In der Saison 2017/18 kam Madsen zu drei Einsätzen. Mit Silkeborg musste er zu Saisonende jedoch nach verlorener Relegation gegen den Esbjerg fB aus der höchsten dänischen Spielklasse absteigen. Im März 2019 erzielte er bei einem 4:2-Sieg gegen den HB Køge sein erstes Tor für Silkeborg und sein erstes Tor in der 1. Division. In der Saison 2018/19 kam er zu 28 Einsätzen in der zweithöchsten Spielklasse, in denen er ein Tor erzielte. Als Zweitligameister konnte er mit Silkeborg zu Saisonende wieder in die Superliga aufsteigen.
Im Juni 2020 traf er bei einem 6:0-Sieg gegen den Odense BK erstmals in der höchsten Spielklasse. Mit Silkeborg stieg er in der Saison 2019/20 als abgeschlagener Tabellenletzter der Gruppe A in der Abstiegsrunde nach nur einer Saison wieder aus der Superliga ab. Daraufhin wechselte er zur Saison 2020/21 zum österreichischen Bundesligisten LASK, bei dem er einen bis Juni 2024 laufenden Vertrag erhielt. Für die Oberösterreicher kam er in der Saison 2020/21 zu 24 Einsätzen in der Bundesliga.
Zur Saison 2021/22 wechselte Madsen nach Tschechien zu Slavia Prag, wo er einen bis Dezember 2025 laufenden Vertrag erhielt. Mitte 2022 kehrte er nach Dänemark zum Aarhus GF zurück.

### Nationalmannschaft
Madsen kam im Mai 2016 zu zwei Einsätzen für die dänische U-18-Auswahl. Im Oktober 2016 absolvierte er zwei Spiele für die U-19-Mannschaft. Im September 2019 debütierte er gegen Ungarn für das U-21-Team.